# Autoroute A 26
Die französische Autoroute A 26 ist eine 361 Kilometer lange Autobahn im Norden Frankreichs, die Calais und Troyes verbindet. Sie wird auch die Autoroute des Anglais genannt, weil sie die Hauptverbindung zwischen der Fährverbindung Dover-Calais bzw. dem Eurotunnel und dem Norden und Osten Frankreichs bildet. Insbesondere während der sommerlichen Feriensaison befährt eine große Zahl britischer Fahrzeuge diese Autobahn. Vor Eröffnung der A 16 in den 1990er Jahren war die A 26 Teil der Straßenverbindung von London nach Paris.
Die Autobahn ist Teil der Europastraßen E 15 und E 17.

## Strecke
Die Autobahn beginnt in Calais am Autobahnkreuz mit der A 16, von hier besteht auch direkte Zufahrt zu den Autofähren. Anschließend verläuft die Autobahn Richtung Südosten vorbei an den Orten Saint-Omer, Béthune, Lens und Arras. In der Nähe von Arras kreuzt die A 1, die nach Paris führt.
Die A 26 verläuft weiter in südöstlicher Richtung, vorbei an Cambrai, Saint-Quentin und Laon, bevor sie in der Nähe von Reims auf die A 4 trifft. Für die nächsten 36 km laufen A 26 und A 4 gemeinsam nach Châlons-en-Champagne, wo sich die Autobahnen wieder trennen. Die A 26 verläuft weiter Richtung Süden, bis sie in der Nähe von Troyes am Autobahnkreuz auf die A 5 trifft.
Die Autobahn wird von der SANEF betrieben.

## Zukunft
Die A 26 soll bis 2025 bis zur A 71 bei Bourges via Auxerre verlängert werden. Dabei wird sie die N 77 und N 151 ersetzen, welche ebenso wie die A 26 Teil der zweiten Variante des Grand contournement de Paris sind.